# Sven Jenssen
Pour les articles homonymes, voir Jenssen.
Sven Jenssen, né le 21 avril 1934 à Kiel et mort le 14 décembre 2022, est un chanteur allemand.

## Biographie
Le single Eine Lederhose braucht keine Bügelfalten paru en 1963 est un duo avec Peter Alexander. En 1964, il représente l'Allemagne au Coupe d'Europe du tour de chant et en 1965, il participe au festival de la chanson de Sopot avec la chanson Eine kleine Liebesreise ins Wunderland.
En 1966, il a un rôle dans un épisode de la série pour enfants Hase Cäsar.
Il fait une version allemande du générique du film Love Story Il se fait connaître également en tant qu'interprète de chant de marins, par exemple dans le cadre du concert du port de Hambourg. Il fait une apparition à la télévision en 1969 et deux en 1971 au ZDF Hitparade et une autre dans Die Drehscheibe. Il participe au concours de sélection de l'Allemagne pour le Concours Eurovision de la chanson 1972 avec le titre Grenzenlos. Il est l'invité de l'orchestre de Kurt Edelhagen.

## Discographie
Singles
- 1962 : Contessa / Jetzt kommen die netten Jahre
- 1963 : Eine Lederhose braucht keine Bügelfalten (duo avec Peter Alexander) / Oh, Josefine
- 1964 : Allerhöchstens 'ne Million / Die grüne Hölle
- 1966 : Calypso Beat / Ich pack' meinen Koffer
- 1966 : Jump the line / I'm a wanderer
- 1967 : Amigo, so ist das Leben (version allemande de Four Kinds Of Lonely de Lee Hazlewood) / Vergessen ist alles was war
- 1970 : Hör' auf zu klopfen (version allemande de I Hear You Knockin (1955) de Smiley Lewis) / Es muss nicht immer Frühling sein
- 1971 : Ich denk an dich / Domm-Diri-Domm
- 1971 : Schicksalsmelodie (version allemande de Where Do I Begin? du film Love Story)[2] / Susi
- 1972 : Sag ja zu mir

## Source de la traduction
- (de) Cet article est partiellement ou en totalité issu de l’article de Wikipédia en allemand intitulé « Sven Jenssen » (voir la liste des auteurs).